# Liste der Schiffe des Österreichischen Lloyd

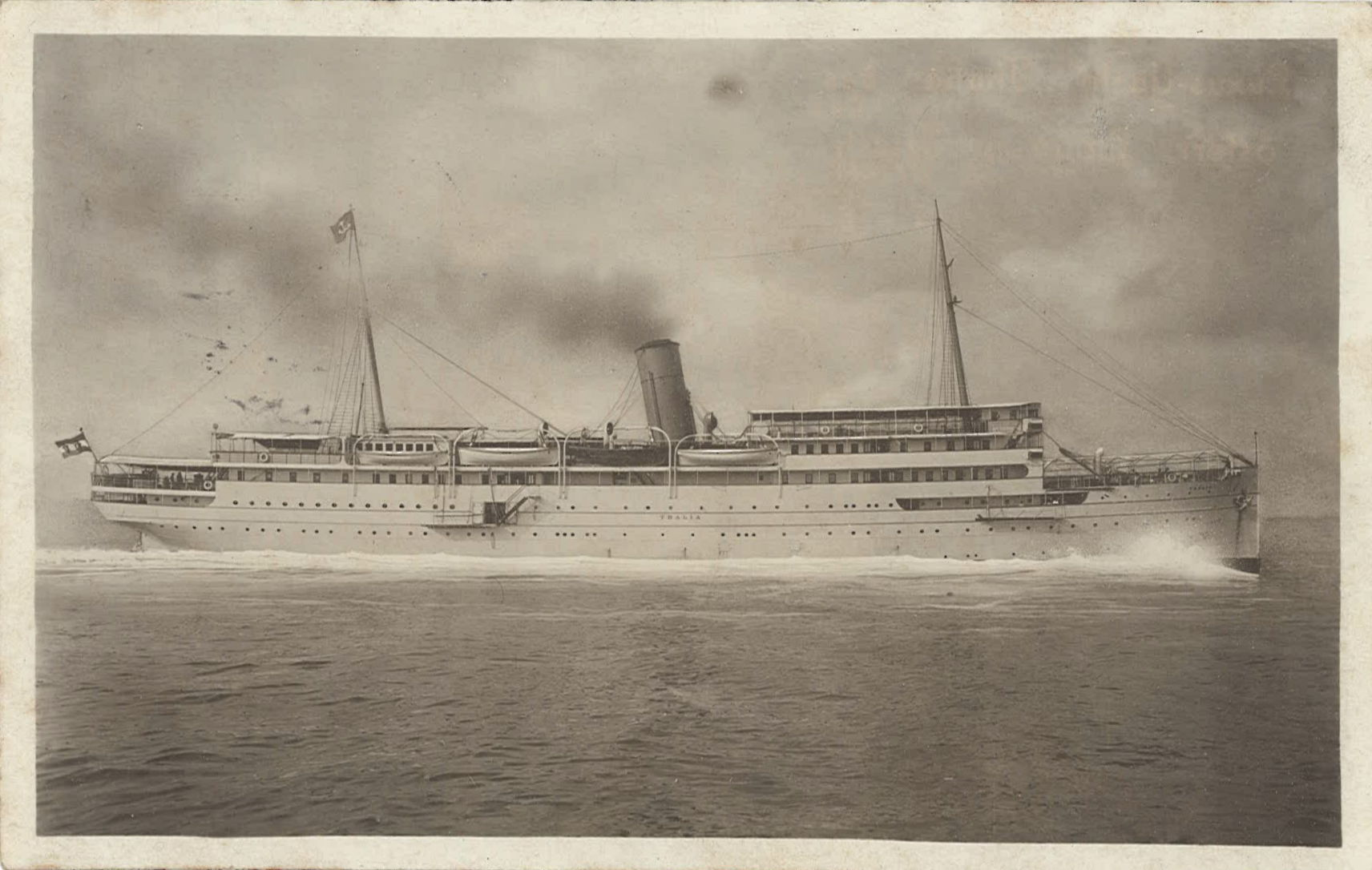
Kreuzfahrtschiff SS Thalia, Foto: Marianne Strobl (140 × 88 mm)

Diese Seite soll einen Überblick über die Schiffe des Österreichischen Lloyd geben.

## Vorbemerkungen
Die 1836 in Triest als 2. Sektion des Österreichischen Lloyd gegründete Dampfschifffahrtsgesellschaft stellte zunächst reine Frachtschiffe mit Seitenradantrieb in Dienst. Später kamen auch Frachtschiffe hinzu, die zusätzlich einige Passagiere befördern konnten. Schließlich wurden dann auch reine Passagierschiffe beschafft, mit denen Destinationen mit großer Publikumsnachfrage, wie die Linie Triest–Alexandria oder die adriatischen Linien, bedient wurden. Der Antrieb erfolgte inzwischen nur noch mit Schiffsschrauben.
Insgesamt waren vom ersten Schiff, dem 1837 in London gebauten Raddampfer Arciduca Lodovico, bis zu dem 1918, am Ende des Ersten Weltkriegs, der auch die Ära des Österreichischen Lloyd beenden sollte, fertig gestellten Zweischraubendampfer Pilsna 234 Einheiten in den Diensten der Triester Reederei. Diese ging, wie die Stadt, 1919 in italienischen Besitz über und firmierte von 1921 bis 2006 als Lloyd Triestino; mehrere neuere Schiffe des ÖL liefen dort weiter, zumeist unter neuem Namen.

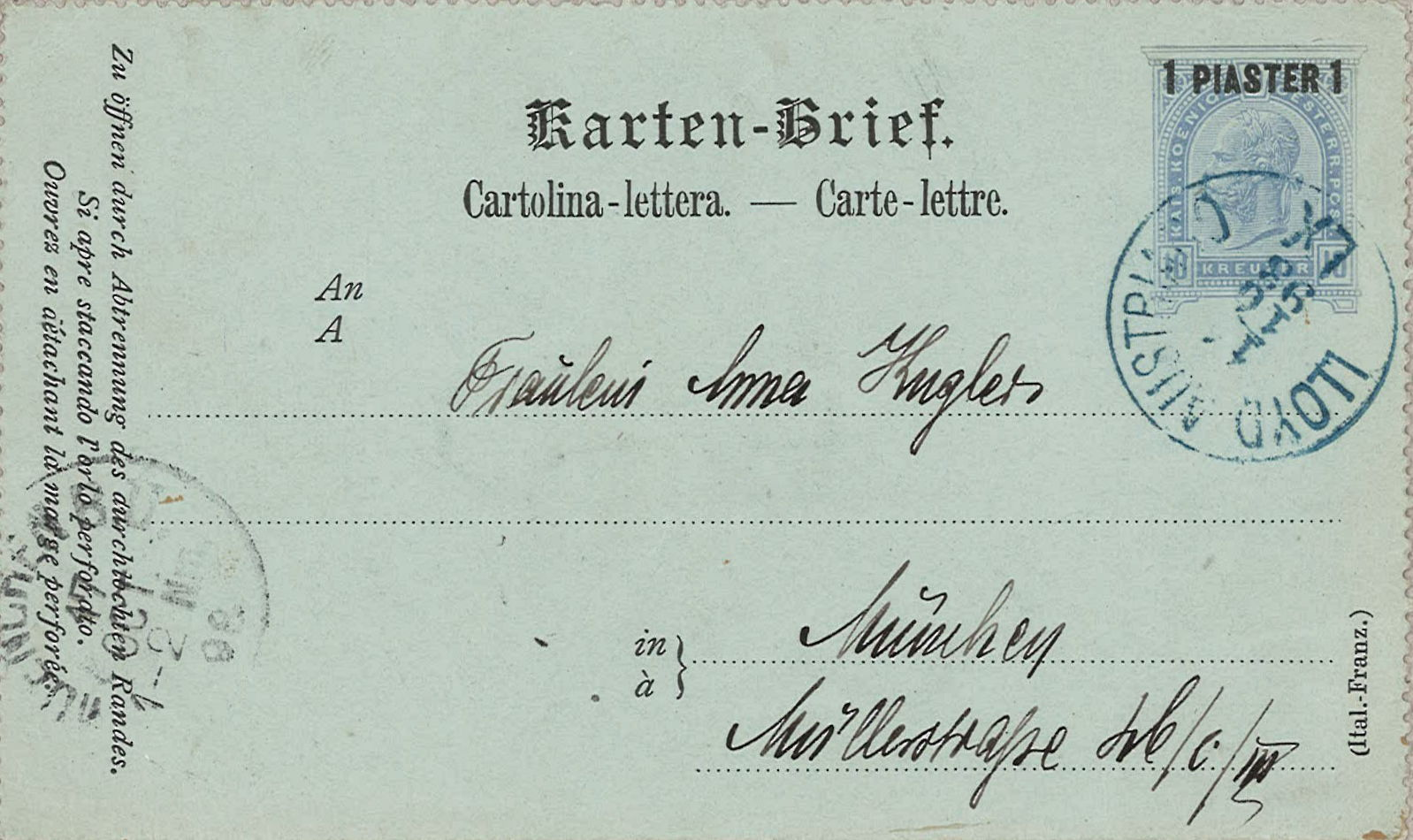
Poststempel des Schiffspostamts LX (Thalia) vom 16.10.[18]93 auf einem Karten-Brief zu 1 Piaster

### Eintragungen in der Namensspalte
In der Tabelle ist in der Spalte Bezeichnung beim Schiffsnamen – gegebenenfalls – zunächst in Klammern die römische Unterscheidungsnummer für nacheinander in Dienst gestellte gleichnamige Schiffe, maximal waren dies drei, angegeben. Bei mehreren Anmerkungen zu den Schiffen wurde auf die Ausführungen Gregor Gatscher-Riedls in seinem Buch Alt-Österreich auf hoher See. Das Flottenalbum des Österreichischen Lloyd zurückgegriffen (siehe: Literatur).
In der Folgezeile des Schiffsnamens folgt die Angabe „Raddampfer“, wenn diese Antriebsart gegeben war. Alle übrigen Schiffe verfügten über einen Schraubenantrieb.
In der nächsten Zeile ist die Nummer des Schiffs laut dem Verzeichnis von Paolo Valenti in seinem Buch Dal Lloyd Austriaco a Italia Marittima. Navi e servizi dal 1836 ad oggi (S. 117–199) angegeben, das alle Schiffe des Österreichischen Lloyd nach ihrem Baujahr chronologisch auflistet.
Abschließend ist bei Schiffen mit einem Schiffspostamt des Österreichischen Lloyd dessen römische Nummer aufgeführt. Die von I bis LXXIV vorkommende Nummer findet sich als Bestandteil des bei der Abfertigung von Post auf dem Schiff verwendeten Rundstempels im unteren Stempelkreis; sie wurde später durch den Schiffsnamen im oberen Stempelkreis ersetzt. Nach der Außerdienststellung einzelner Schiffe wurden die frei gewordenen Bordpostnummern für zwischen 1892 und 1901 in Dienst gestellte Schiffe neu vergeben.

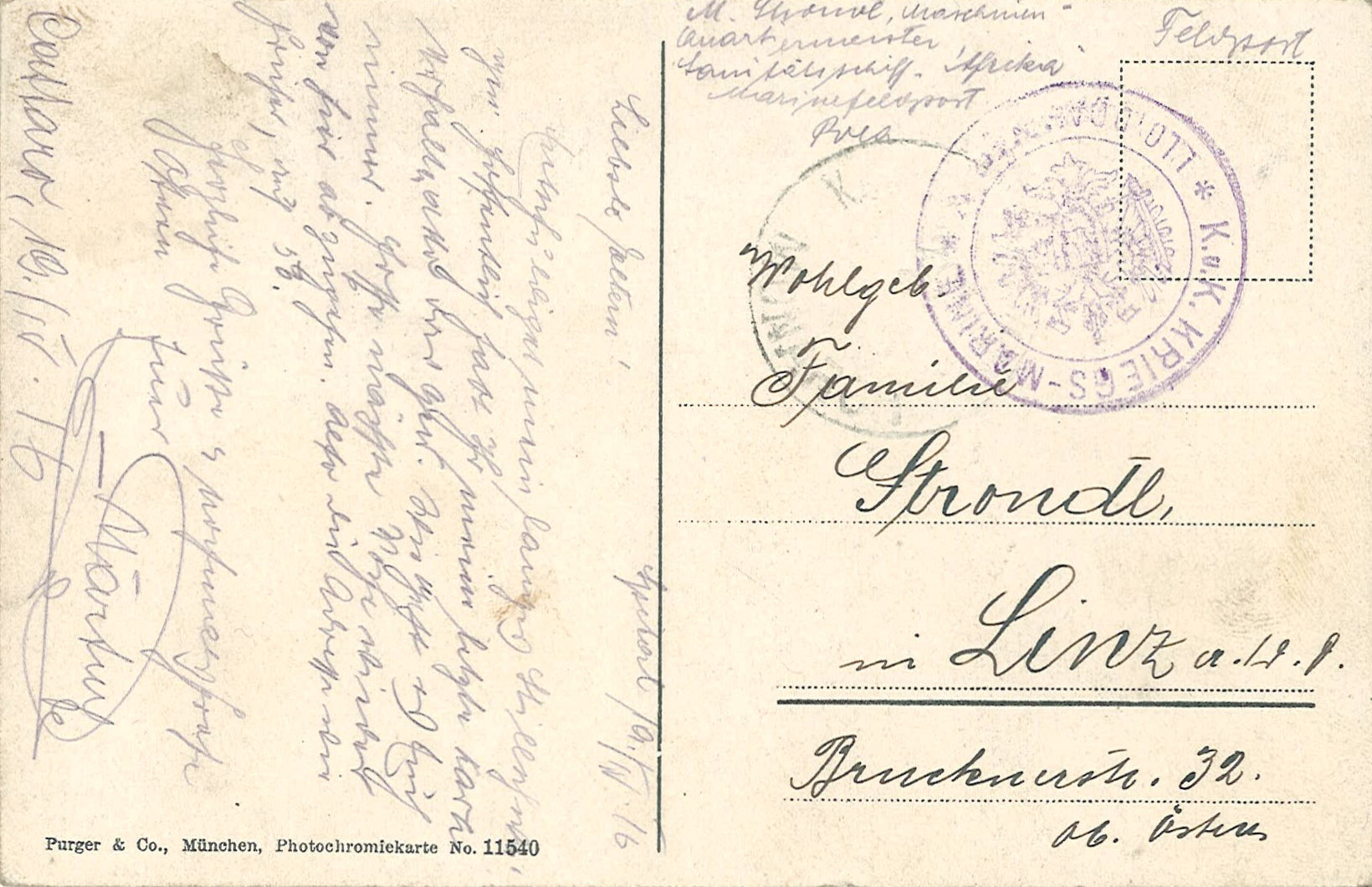
Feldpoststempel von [April] 1916 des Dampfers X als Sanitätsschiff (ex Africa)

### Einsatz und Verbleib
Während des Ersten Weltkriegs waren einige Schiffe des ÖL als mit römischen Zahlen nummerierte Dampfer im Kriegseinsatz, zumeist als Truppentransporter. Weitere Schiffe wurden mit einem weißen Anstrich versehen und als Spital- bzw. Sanitätsschiffe eingesetzt. Für die betreffenden Schiffe wurde durch entsprechende Anmerkungen auf diesen Einsatz hingewiesen.
Es ist gegebenenfalls der erste weitere Eigentümer nach der Außerdienststellung beim Österreichischen Lloyd genannt; jedoch ist in jedem Fall mit dem Zeichen „†“ die letztendliche Abwrackung oder der anderweitige Verlust des Schiffs angegeben, soweit dies bekannt ist.